# سیارک ۵۵۷۲
سیارک ۵۵۷۲ (به انگلیسی: 5572 Bliskunov، نامگذاری:1978SS2) پنج هزار و پانصد و هفتاد و دومین سیارک کشف شده‌است که در ۲۶ سپتامبر ۱۹۷۸ کشف شد.
قدر مطلق سیارک برابر ۱۲٫۰۰ است.